# Миделбьорг
Миделбьорг (на нидерландски: Middelburg, произношение на нидерландски, най-близко до Мидълбьорх) е община и град в югозападна Нидерландия и е столица на провинция Зеландия. Разположен е на полуостров Валхерен.
Миделбьорг е обявен за град през 1217 г. През Средновековието той е бил важен търговски център в търговията с Англия и градовете от Фландрия. През XVII век е бил седалище на Нидерландската източноиндийска компания.

## Побратимени градове
|  | Държава | Град     |
|  | Белгия  | Вилворде |
|  | Япония  | Нагасаки |
|  | Англия  | Фолкстън |
|  | Полша   | Глогов   |
|  | ------- | -------- |